# Rhyacophila ophrys
Rhyacophila ophrys là một loài Trichoptera trong họ Rhyacophilidae. Chúng phân bố ở miền Tân bắc.